# 古今亭志ん五 (2代目)
二代目 古今亭 志ん五（ここんてい しんご、1975年6月16日 - ）は、落語家。落語協会所属の真打。紋は『鬼蔦』。出囃子は『ゲイシャワルツ』。本名：内野 喜章。

## 経歴
1975年6月16日生まれ。O型。ふたご座。埼玉県川越市出身。
1998年、立正大学法学部卒業。その後職を転々とし2003年に初代古今亭志ん五に入門し、前座名章五となる。
2006年、二ツ目昇進し古今亭志ん八を襲名。2003年入門の同期、古今亭文菊・柳家小八・三遊亭ときん・鈴々舎馬るこ・五代目桂三木助・柳亭こみち・古今亭駒治・柳家小平太・柳家勧之助との10人で、「TEN」というユニットを組んでいた。2010年に師匠志ん五が死去したため、六代目古今亭志ん橋門下に移る。
2017年9月21日、五代目桂三木助・柳亭こみちと共に真打に昇進。同時に前師匠の名跡・志ん五を襲名し、出囃子も初代志ん五の妻の勧めにより『芸者ワルツ』に変更した。

## 芸歴
- 2003年 - 初代古今亭志ん五に入門、前座名「章五」。
- 2006年11月 - 二ツ目昇進、「志ん八」を襲名。
- 2010年 - 初代志ん五が没したため、六代目古今亭志ん橋門下となる。
- 2017年9月 - 真打昇進、「二代目古今亭志ん五」を襲名。

## 受賞歴
- 2008年 - 「さがみはら若手落語選手権」∶決勝進出
- 2010年 - 「TENプレゼンツ大ネタ10分バトル」∶優勝
- 2019年1月 - 平成30年度「国立演芸場・花形演芸大賞」∶銀賞
- 2020年3月 - 令和元年度「国立演芸場・花形演芸大賞」∶金賞
- 2022年3月 - 令和3年度「国立演芸場・花形演芸大賞」∶金賞

## 出囃子
- 狸囃子（2006年 - 2017年）
- ゲイシャ・ワルツ（2017年 - ）

## 演目

### 古典
- 明烏
- 厩火事
- 大山詣り
- 唖の釣り
- 臆病源兵衛
- 甲府い
- 子別れ
- 紺屋高尾
- 三方一両損
- 締め込み
- 粗忽の釘
- 狸賽
- 付き馬
- 転宅
- 抜け雀
- 猫の皿

### 新作
- うぉーず
- お父さんが言ってた
- お父さんのキャンプ
- 警察23時ごろ
- 魚男
- 七福神オーディション
- 出目金
- トイレの死神
- 友達の作り方DVD
- 名前が出てこない
- ニコチン
- パンケーキヤクザ
- ピリオド.
- 野鳥の怪
- 闇金スイーツ
- ヨイショチャージ
- 笑いの身代金

## 逸話
- 小学5年生の時に50mを5秒台で走ったことがある（本人談）。[7]
- 小学6年生の時に学級委員長に立候補するも、自分が入れた1票しか票が集まらなく落選する。

## 出演

### 雑誌
- 東京かわら版・てぃんくる（2006年）・iPod Fan（2010年3月）他

### テレビ
- NHKBSふれあいホール（2004年）・JCN川越「ちょっ蔵お出かけ!まちかど情報局」レギュラー出演中（2009年～現在）

### ラジオ
- NHKラジオほっとタイム司会（2007年1月）

### 映画
- の・ようなもの のようなもの（2015年、杉山泰一監督）- 落語創作（映画中で志ん魚（伊藤克信）が作ったとされる新作落語「出目金」を創作。作者の志ん五本人も高座で演じている。）・出演